# Jorge de Montemayor
Jorge de Montemayor (n. 1520? la Montemor-o-Velho, Portugalia - d. 26 februarie 1561 la Torino) a fost un scriitor portughez de limbă spaniolă.
Opera sa Los siete libros de la Diana (1559, "Cele șapte cărți ale Dianei"), capodoperă a romanului pastoral spaniol, a avut o influență decisivă asupra evoluției genului, bucurându-se de notorietate europeană.
A scris și lirică, cea mai cunoscută scriere fiind Cancionero (1554 - "Canțonier").